# Márcia Barbosa
Márcia Cristina Bernardes Barbosa (Rio de Janeiro, 14 gennaio 1960) è una fisica brasiliana, docente all'Università federale del Rio Grande do Sul e direttrice dell'Accademia brasiliana delle scienze.

## Biografia
Ha frequentato le scuole superiori pubbliche presso il Colégio Marechal Rondon, a Canoas, nel Rio Grande do Sul. Dopo la laurea e il dottorato di ricerca presso l'Universidade Federal do Rio Grande do Sul (UFRGS), a Porto Alegre, ha trascorso due anni negli Stati Uniti, all'Università del Maryland, come post-doc presso il gruppo di ricerca di Michael Fisher. Tornata poi in Brasile, ha ottenuto il ruolo di professoressa ordinaria di fisica presso l'UFRGS. Nel 2008 è diventata direttrice dell'istituto di fisica della sua università e vicepresidente dell'Unione internazionale di fisica pura e applicata.

### Attività di ricerca
Márcia Barbosa si è specializzata nello studio delle proprietà dell'acqua, inizialmente da una prospettiva teorica e poi in termini di applicazioni alla biologia e alla medicina. Ne ha studiato le caratteristiche, come il movimento delle molecole e la reazione ai cambiamenti di temperatura e pressione, che la rendono profondamente diversa dagli altri liquidi. Ha inoltre analizzato come essa interagisce con le biomolecole (ad esempio, il DNA, le proteine e i grassi) e influenza i processi geologici.

### Questioni di genere
Márcia Barbosa ha accompagnato l'attività di ricerca all'impegno per il miglioramento della condizione delle donne nel mondo accademico. Ha dichiarato che, durante gli studi al college, sentiva il peso della propria condizione di donna, per di più proveniente da una scuola pubblica, in un settore di ricerca a preponderanza maschile e che in seguito è stata cooptata nell'Accademia brasiliana delle scienze, in ragione delle sue gonne corte.
Nel 1999 prese parte all'Assemblea Generale dell'Unione internazionale di fisica pura e applicata (IUPAP), e insieme all'altra sola donna presente diede vita al gruppo di lavoro delle Donne in Fisica con l'obiettivo di analizzare la partecipazione femminile delle donne allo studio della fisica, identificare le barriere all'ingresso e definire politiche finalizzate a colmare il divario con gli uomini.

## Premi e riconoscimenti
Nel 2013 ha vinto il Premio L'Oréal-UNESCO for Women in Science e il Premio Claudia per la scienza. Per il suo attivismo nelle questioni di genere, nel 2009 ha ricevuto la Medaglia Dwight Nicholson dell'American Physical Society.
Ha vinto, inoltre, il Premio Anisio Teixeira da Capes nel 2016. Nel 2018 ha ricevuto la Medaglia al Merito Scientifico come Commendatore e, nel 2021, la Medaglia Silvio Torres da Fapergs (Curriculum Lattes, 2022). Nel 2020 la rivista Forbes l'ha inclusa in un elenco delle venti donne più potenti del Brasile.